# Slanke haarmuts
Slanke haarmuts (Orthotrichum tenellum) is een soort uit het geslacht haarmuts (Orthotrichum). 

## Determinatie
De kleine planten groeien vaak in zoden, niet in pollen en worden gemakkelijk over het hoofd gezien tussen grotere verwanten. Schorsspleten kunnen geheel gevuld zijn met steriele planten, met smalle, stompe bladen, voorzien van talrijke broedkorrels. De sporenkapsels zitten dicht opeen en dragen aanvankelijk een licht behaard huikje. De afgerijpte, oranjebruine kapsels zijn onder de mond over de gehele lengte versmald. Rijpe kapsels komen voor in juni.

## Ecologie
Slanke haarmuts groeit op bomen met een eutrofe schors in open bossen, struwelen en op vrijstaande bomen, soms zelfs in steden. In vlierstruwelen kan de soort zeer algemeen zijn.

## Verspreiding
De soort komt voor in Europa, Noord-Afrika, de Azoren en de Canarische Eilanden en in Noord-Amerika (Brits-Columbia, Californië, Nevada, Washington). Slanke haarmuts komt vrij algemeen in Nederland voor. 